# استعقاب
الاستعقاب هو الوضع الذي تكون فيه ذراعا الشخص ممدودتين وساقاه متباعدتين، يشبه مجازياً عقاباً باسطاً جناحيه. إنه أسلوب يظهر ظهوراً شائعاً في الطبيعة والهندسة. في الأسلوب البشري يُمثَّل بالحرف "X".